# Čírka modrá
Čírka modrá (Spatula querquedula) je malá čírka z čeledi kachnovití. Samci mají výrazný bílý nadoční proužek a ozdobná pera na boku, samice jsou zbarvené nenápadně.

## Popis
Samec v prostém šatě, samice a mláďata jsou světle hnědí se zřetelným proužkem přes oko a mají šedý zobák. V letu působí modrozelené ozdobné peří a světle zelené křídelní zrcátko pestřeji než u čírky obecné.
- Hlas – samec vydává vrzavý hlas připomínající praskání dřeva, samice volá „knek“.
- Hnízdění – vzácně hnízdí v Česku v bažinatých a rybničnatých územích v dubnu až červnu. Hnízdo z suchých rostlinných stébel vystlané tmavě hnědým prachovým peřím je umístěno v husté pobřežní vegetaci, může být i vzdáleno od vody. Samice snáší 8–11 podlouhlých oválných smetanově žlutých vajec na kterých sedí asi 21 až 23 dní a nekrmivá mláďata poté doprovází asi 6 týdnů.
- Potrava – rostlinná a malí vodní živočichové.

Čírka modrá je tažný pták přezimující v Africe. Ze zimovišť přilétá na přelomu března a dubna a odlétá na přelomu srpna a září.

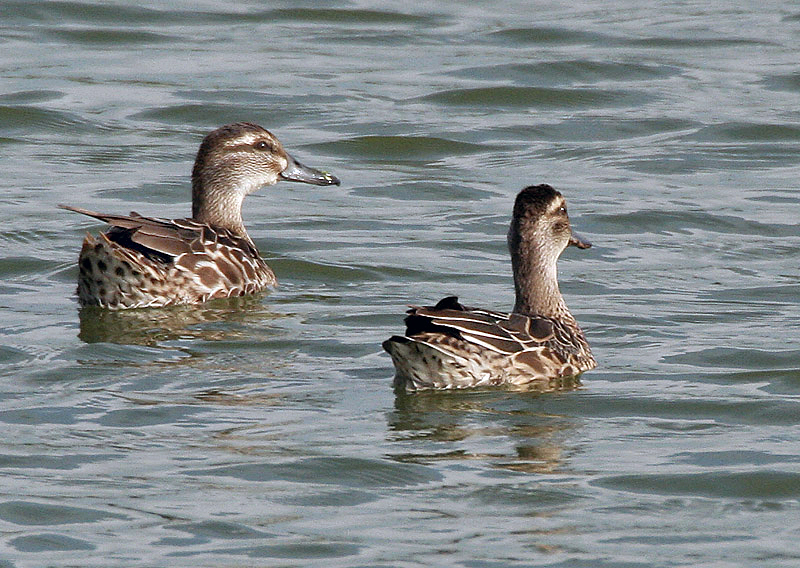
Samice čírky modré
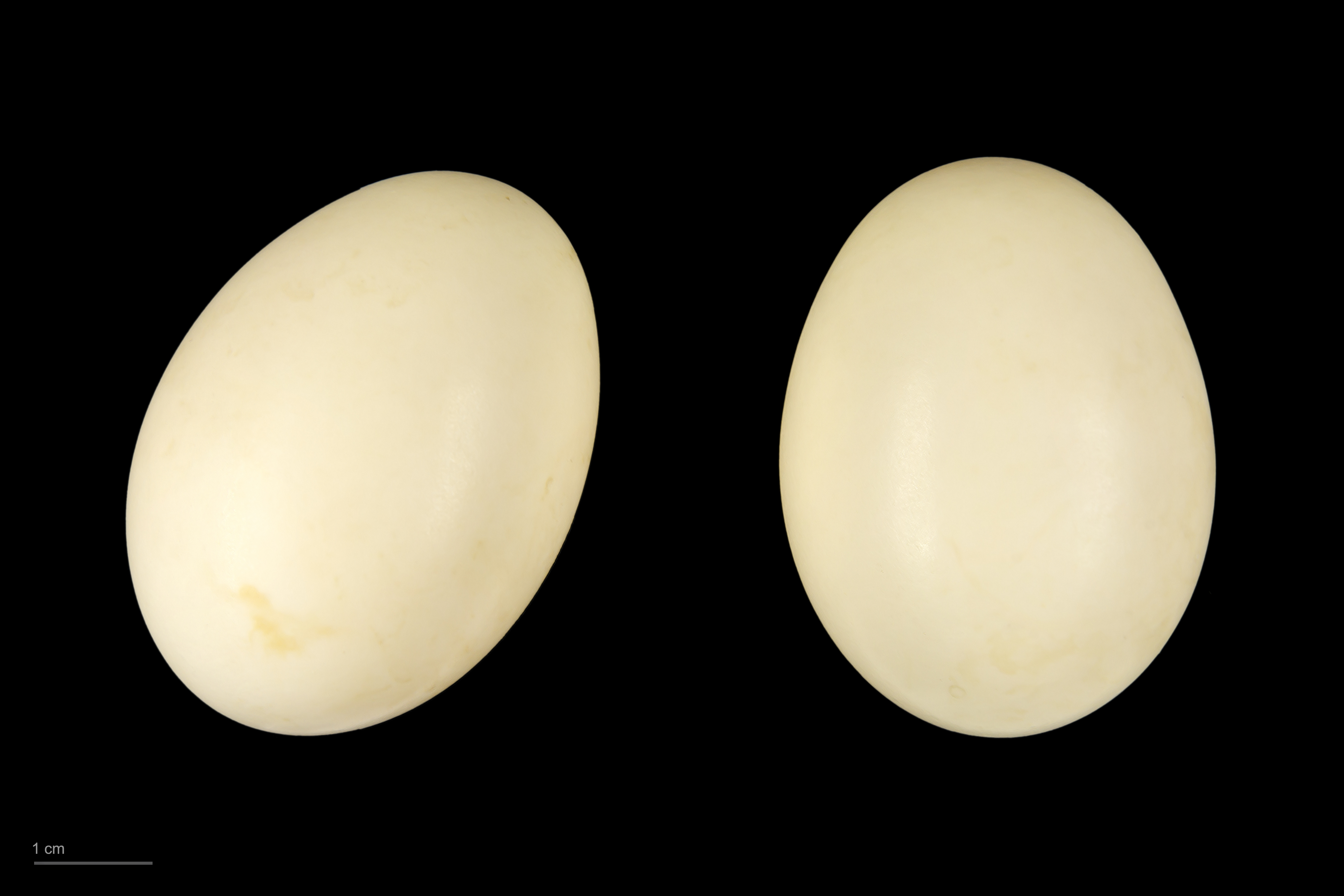
Spatula querquedula